# Vesicapalpus
Vesicapalpus là một chi nhện trong họ Linyphiidae.

## Các loài
Các loài trong chi này gồm:
- Vesicapalpus serranus Rodrigues & Ott, 2006
- Vesicapalpus simplex Millidge, 1991